# Habronattus jucundus
Habronattus jucundus is een spinnensoort in de taxonomische indeling van de springspinnen (Salticidae).
Het dier behoort tot het geslacht Habronattus. De wetenschappelijke naam van de soort werd voor het eerst geldig gepubliceerd in 1909 door Elizabeth Maria Gifford Peckham & George William Peckham.